# Pirro e Cineas
Pirro e Cineas de título original: Pyrrhus et Cinéas, se trata do  ensaio inicial sob uma perspectiva filosófica da autora Simone de Beauvoir. Teve a sua publicação no ano de 1944, onde a atriz realiza um processo de investigação filosófica a respeito da situação humana através de uma analogia com a história sobre quando Cineas questionou seu amigo Pirro sobre quais eram seus planos depois de conquistar seu próximo império. A pergunta de Cineas é vista como uma espécie de regressão sem fim ("e depois?") que somente após Pirro admitir que, após a última conquista, ele descansará. Quando Cineas recebe essa resposta, ele pergunta o motivo de Pirro não descansar agora, em vez de passar por todo o trabalho de conquistar todos esses outros impérios, pois o resultado ao final será a paz e descanso, de qualquer maneira.
De acordo com Beauvoir, o questionamento de Cineas amedronta todos os nossos projetos e sempre teremos que retornar com uma resposta a ela. A resposta original, como ela vê, contrapõe as interpretações tradicionais nas quais Cineas é considerado aquele que possui mais conhecimento entre os dois. A ação de Pirro é considerada mais autêntica, pois é uma forma de se direcionar para objetivos que nunca são absolutos: De acordo com a atriz Beauvoir, a razão para a declaração final de Pirro de que, ao final, ele irá passar um período descansando, é que lhe falta imaginação.